# Mesopotamische Campagne
De Mesopotamische Campagne (of Mesopotamiaanse Campagne) was een militaire veldtocht van het Britse Rijk tegen het toenmalige Ottomaanse Rijk, die plaatsvond van 6 november 1914 tot 16 november 1918 in Mesopotamië, het huidige Irak (en Koeweit). De strijdkrachten en bevoorrading kwamen voornamelijk uit Brits-Indië, een Britse kolonie.

## Voorgeschiedenis
Mesopotamië, of Tweestromenland naar het stroomgebied van de Eufraat en de Tigris, is al van oudsher een interessante regio omwille van zijn rijkdom. Voor 1900 kwam deze rijkdom voornamelijk uit het vruchtbare land, maar na de eeuwwisseling werd de regio om een andere reden zeer interessant: stookolie. Deze 'nieuwe' grondstof werd de brandstof voor de nieuwe klasse slagschepen van de Britse Marine, de zogeheten Dreadnoughts. Deze nieuwe slagschepen waren extreem zwaar door hun bewapening en dikke pantserbekleding, wat leidde tot een lagere topsnelheid. Deze topsnelheid was belangrijk bij achtervolgingen en moest dus zo hoog mogelijk zijn. Op het snelheidsprobleem van de Dreadnought kwamen twee oplossing: de intrede van een ander type schip, namelijk de slagkruiser, en het gebruiken van stookolie in plaats van steenkolen. Stookolie produceert meer warmte en dus meer snelheid voor een motor van dezelfde grootte als een aangedreven door steenkool. Daarnaast moest een schip dat steenkool gebruikte als brandstof langer in de haven liggen om te bunkeren (steenkool bij te vullen). Stookolie daarentegen stond onder hoge druk en kon dus sneller worden overgezet van land naar schip.
In Koeweit, toentertijd onder Britse controle, was een belangrijke bron van deze stookolie en ook in Mesopotamië waren er sporen gevonden van olie onder de grond. De olievelden in Koeweit (en Perzië) moesten kosten wat het kost beschermd worden, zodat de olievoorraad niet in het gedrang zou komen.

## Casus belli
Toen de Ententemogendheden zich in augustus 1914 in de oorlog stortten, werden de oorlogtheaters beperkt tot het Europese vasteland. In deze eerste maanden, hoewel de vloten van alle strijdende partijen gemobiliseerd waren, vonden er geen noemenswaardige zeeslagen plaats op zee. De Royal Navy werd als heerser over de zeeën aanvaard en de Hochseeflotte, de grootste vloot van de Centralen, bleef veilig in zijn haven voor anker liggen.
Na enkele maanden van gevechten op het Europese vasteland mengde een nieuwe mogendheid zich in de oorlog: het Ottomaanse Rijk. De zieke man van Europa bestookte op 29 oktober 1914 de Russische havensteden Sebastopol, Feodosija, Jalta, Odessa en Novorossiejsk in de Zwarte Zee, waarna het Tsaristische Rusland de oorlog verklaarde aan Turkije. Op 5 november, een week later, verklaarden ook de Fransen en Engelsen de oorlog aan de Turken.

Hoewel het aanvallen van een bondgenoot als directe casus belli kan gezien worden, gebruikte het Britse Rijk ook het argument dat de olievelden moesten worden veiliggesteld . Dit motief, waarover enige onenigheid bestaat, dook voornamelijk op wanneer ze meer troepen wilden sturen naar de regio. Generaal Sir Edmund Barrow, militaire secretaris voor het departement India, beargumenteerde dat:
"troepen konden worden geland op Perzische grond in Mohammerah [nu Koramsjar] of op het eiland Abadan, ogenschijnlijk om de olie-installatie te beschermen, maar in werkelijkheid om de Turken te informeren dat we het menen en de Arabieren te informeren dat we klaar zijn om hen te ondersteunen ... Met de Arabieren aan onze zijde is een Jihad onmogelijk, en onze Indiase grens veilig voor aanvallen."
Vermoedelijk werd deze casus belli dus gebruikt als dekmantel voor het Britse imperialisme en hun honger naar olie, wat werd onderstreept door het Sikes-Picotverdrag in mei 1916.

## Voorbereidingen

### Britse Rijk

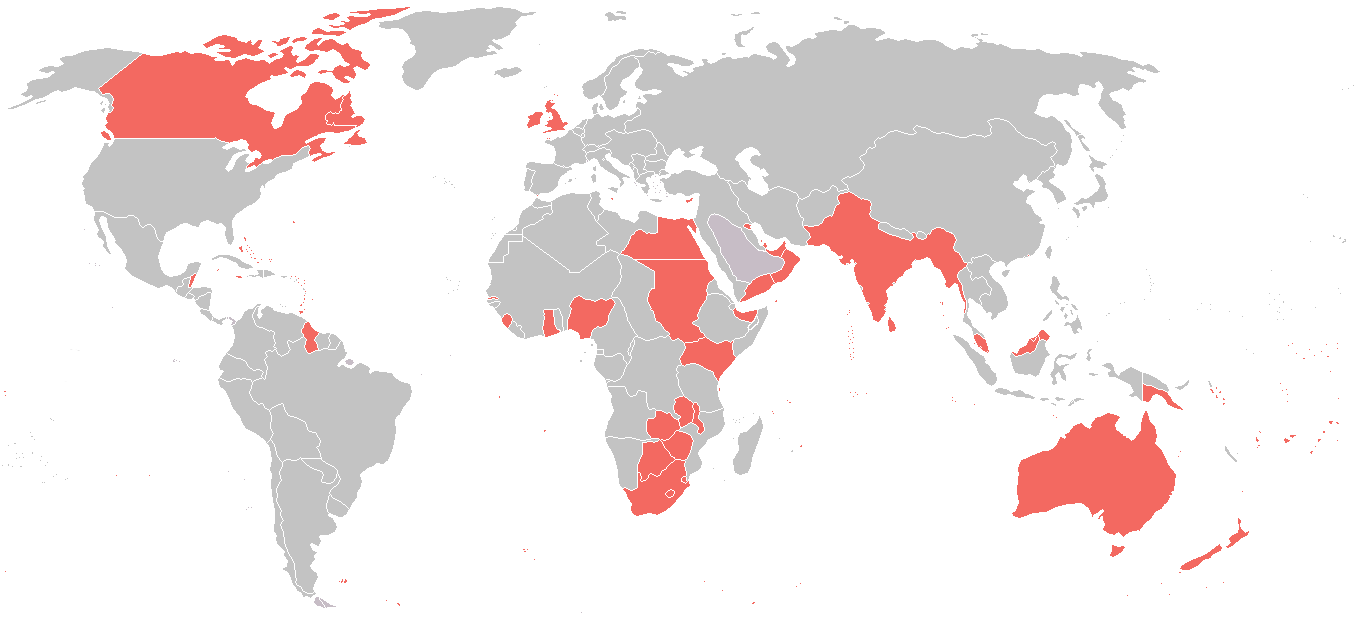
Britse rijk in 1914

De oorlogvoerende landen konden in november van het jaar 1914 geen man missen. Dit gold des te meer voor Engeland, waar er geen dienstplicht was en de stroom aan vrijwilligers nog getraind moesten worden. De Britten moesten hun soldaten voor dit deel van de wereld, Mesopotamië, dus van ergens anders halen.
In een overeenkomst uit 1912 was de vereiste ondersteuning van India in het geval van oorlog vastgelegd en dit omvatte het nemen van verantwoordelijkheid voor eventuele campagnes in het gebied van de Perzische Golf en Mesopotamië. Officieel zou daarom de Indian Expedtionary Force (IEF) 'D' worden gelicht door, en onder controle van, de Brits-geleide Indiase regering in Delhi. Brits-Indië, het hart van het Britse Rijk, wou maar al te graag deze troepen leveren. Dit omwille van twee redenen: het veiligstellen van India en het tot bedaren brengen van de moslimbevolking – een militaire overwinning zou hun hoop, als deze er al was, op een grote(re) islamitische wereld verbrijzelen.
De lichting van IEF 'D'  was reeds voor de oorlog begonnen en op 28 oktober 1914, nog voor de Ottomaanse deelname aan het conflict. Dit expeditieleger, dat bestond uit de 16de brigade van de 6de (Poona) divisie, landde in het huidige Bahrein. Op 30 oktober werd ook de 18de brigade van dezelfde divisie naar Sjatt al-Arab in de Perzische Golf gestuurd. Het was nu enkel nog wachten op de oorlogsverklaring.

### Ottomaanse Rijk

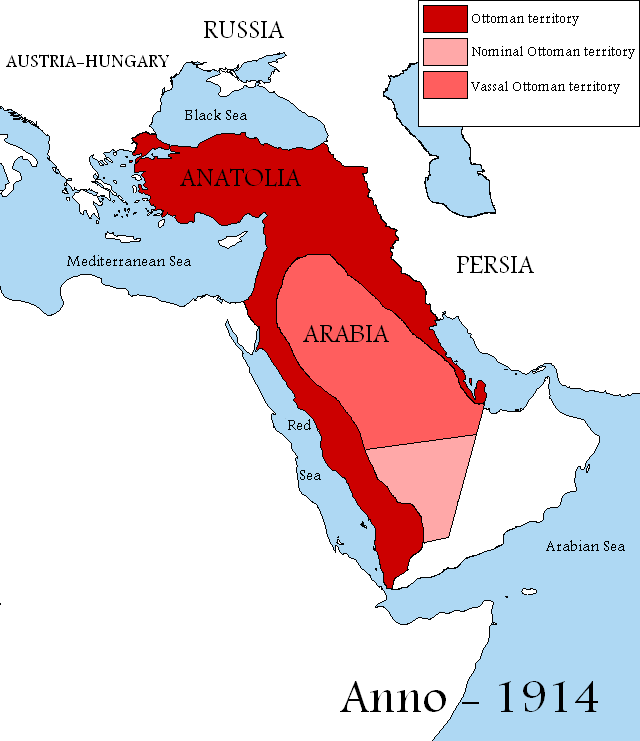
Ottomaanse Rijk in 1914

Op 2 augustus 1914, wanneer duidelijk werd dat er een continentale oorlog voor de deur tond, kondigde het Turkse militaire hoofdkwartier de mobilisatie af. Alle dienstplichtigen moesten zich melden in hun regionale kazernes voor legerdienst. De reden voor deze mobilisatie was een geheime alliantie, gesloten op dezelfde dag, tussen Duitsland en het Ottomaanse rijk.
Het was een algemene mobilisatie en er waren geen speciale plannen om de soldaten te verspreiden over het rijk. Het systeem was bijgevolg simpel: de soldaten meldden zich bij de dichtstbijzijnde kazerne en gingen daar in dienst, daarom waren er in de regio's waar meer mensen woonden vanzelfsprekend ook meer soldaten. Zo waren er rondom de Bosporus veel meer soldaten dan in het droge Mesopotamië en de koude Kaukasus. Het gebrek aan voorbereiding in de verre uithoeken van het rijk zou snel duidelijk worden. Daarnaast waren er normaal gezien twee korpsen gestationeerd in Mesopotamië: het XII en XIII korps, maar deze werden naar Syrië en de Kaukasus gestuurd bij het uitbreken van de oorlog. Daardoor was er slechts één divisie - de 38ste - in de regio aanwezig.

## De campagne

### Beginfase
De beginfase van de Mesopotamische campagne liep van 5 november tot 21 november 1914. Toen op 5 november de formele oorlogsverklaring werd uitgeroepen, verloor brigadegeneraal Delamain geen tijd en nam samen met 600 soldaten de slecht verdedigde forten van Fao in. Het Turkse garnizoen bestond uit slechts 450 soldaten en 4 stukken artillerie. Daarna marcheerde hij stroomopwaarts, ondersteund door enkele marineschepen. Op 7 november kwam hij aan in Abadan, waar hij het lichte verzet opruimde en daarna 5 kilometer verderop zijn kamp opzette. Op 11 november wist hij een tegenaanval van de Turken af te slaan en in een periode van slechts drie dagen werden zijn manschappen aangevuld met 7.000 extra soldaten en lichte artillerie. Op 21 november veroverde de Entente de stad Basra, het huidige Al-Basrah. Deze kleine havenstad aan de monding van de Eufraat werd bevolkt door 60.000 mensen, zowel moslims als christenen.

### Opmars

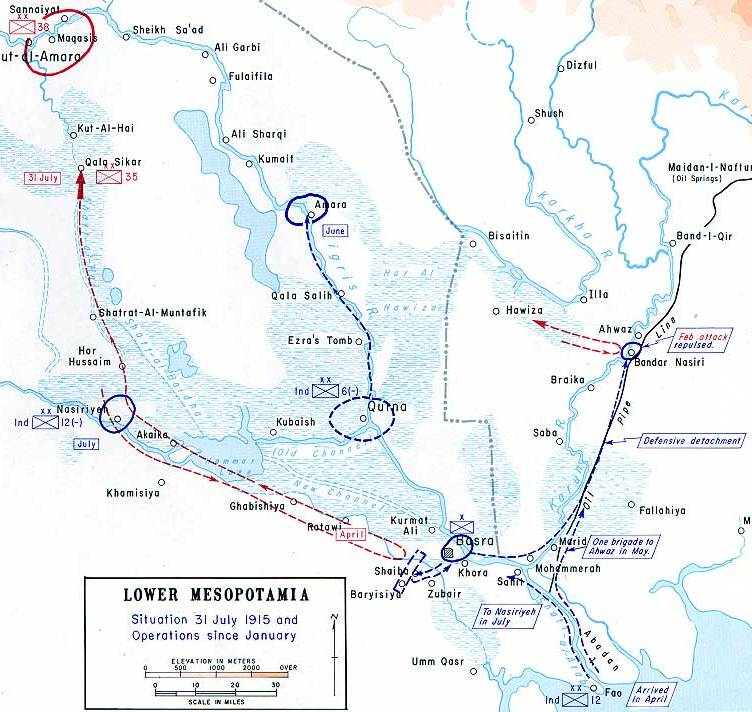
Britse opmars in Juli

Hoewel de campagne zijn doelen reeds had bereikt, het veiligstellen van de olievoorraden, was de oorlog in Mesopotamië nog lang niet voorbij. Ten eerste was Basra niet de ideale basis, omdat het aan goede voorzieningen ontbrak. Maar belangrijker dan dit was het feit dat tussen maart en oktober, wanneer de rivier uit zijn oever trad, Basra een eiland werd in de rivier. Troepenbewegingen, die door slechte infrastructuur reeds moeilijk waren, zouden dan helemaal onmogelijk zijn.
Bij maritieme verkenning was ondertussen aan het licht gekomen dat de Turkse 38ste divisie zich 80 kilometer teruggetrokken had richting de stad Qurna, gelegen aan de oude samenvloeiing van de Tigris en de Eufraat. Generaal Sir Arthur Barrett besloot dat, om zijn positie te verstevigen, hij een voorpost moest oprichten in Qurna.  Met een kleine eenheid landde hij op de oostelijke oever van de Tigris, maar kreeg toen problemen met het oversteken van de brede rivier. Door de hulp van de Royal Navy, lukte het twee Indische bataljons toch om de rivier iets meer stroomopwaarts over te steken, waardoor de Turken afgesneden werden en zich op 9 december gedwongen voelden tot overgave. Er vielen slechts 29 Britse (Indische) slachtoffers, wat heel weinig is voor de 1.000 Turkse soldaten die werden gevangengenomen.
De winter brachten de Britten door in Qurna, vrezend voor een tegenaanval in de slechtste condities. Door de vliegen, extreme temperaturen en slechte infrastructuur gebruikten de soldaten van het Britse rijk al snel het oude Arabische gezegde: "God heeft de hel gecreëerd, maar het was niet erg genoeg, dus creëerde hij Mesopotamië." Toen de langverwachte tegenaanval begon op 11 april 1915, werd deze niet zonder moeite afgeslagen, mede dankzij de nieuwe 12de Indische divisie. Tegen deze tijd was Barret niet meer in staat troepen te leiden door ziekte, dus werd hij vervangen door luitenant-generaal Sir John Nixon. Deze kreeg de opdracht om de olievelden te verdedigen, de provincie Basra (dus niet alleen de stad) te veroveren en een opmars te plannen naar Bagdad.
Op bevel van Nixon werd er onder leiding van generaal-majoor Charles Townshend een nieuwe expeditie opgezet langs de Tigris, met als doel: Amarah. Townshend werd gezien als een meester in zijn vak. Hij had reeds bekendheid geoogst door zijn verdediging bij het beleg van Chitral en nu kon hij nogmaals tonen wat hij waard was. Langs de overstroomde rivier was het alleen mogelijk om per boot de rivier op te gaan. Hij plande zijn opmars grondig en op 31 mei 1915 lanceerde hij zijn aanval. De artillerie deed zijn werk grondig en de Turkse voorposten werden onder de voet gelopen. Luchtverkenning toonde vluchtende Turken en Townshend reageerde zonder te twijfelen. Hij zette de achtervolging in en stoomde de rivier op. Later, op het hoofdkwartier van de 6de Indische divisie schreef hij:

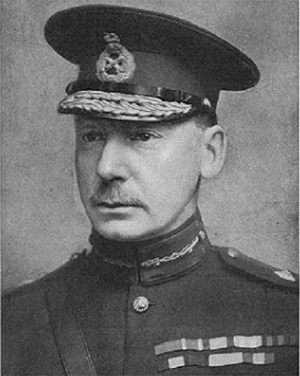
Generaal Charles Townshend

"Mijn eerste idee was om te wachten tot mijn leidende brigade in schepen zou aankomen, omdat de kans groot was dat Turkse troepen in Amara de stad zouden verdedigen. Ik wist inderdaad zeker dat ze zouden vechten, en dat het belachelijk zou zijn om te proberen de plaats in te nemen met de gewapende sleepboot Shaitan, met een 3-ponder kanon en ongeveer tien handen als bemanning, en de Comet, een kleine stoomboot met schoepenrad, gewapend met een 12-ponder en een totale bemanning van vijftien zeelieden en Britse soldaten die marinierswerk verrichten. Kapitein Nunn stond erop dat ik door zou gaan en het zou moeten wagen - zoals het altijd is met zeelieden. Maar ik zei nadrukkelijk: 'Nee, ik zal niets doms doen. Ik moet wat troepen verenigen voordat ik kan aanvallen, want er is zeker een verdediging! ' Maar nadat ik ongeveer een uur had gewacht, zei ik tegen Nunn dat ik toch door zou gaan en het zou wagen. Ik zei hem de Shaltan ongeveer 2 mijl vooruit te sturen als een geavanceerde bewaker; en we volgden met de Comet en de Lewis Pelly, gewapende sleepboten en drie 4.7 kanonnen die in paardenboten werden mee gesleept. Om 13.30 uur was ik naast het douanehuis bij Amara, waar de Turkse commandant in de Slag om Qurna, Halim Bey, de gouverneur van Amara, Aziz Bey, drie of vier kolonels en ongeveer dertig of veertig officieren aan boord kwamen om zich over te geven. Een heel bataljon van de Turkse pompiers uit Constantinopel liet zien dat ze klaar waren om zich over te geven aan de kazerne; dus ik vertelde Nunn om een van zijn marineofficieren te sturen. Dienovereenkomstig stuurde hij een luitenant met de stuurman van de boot en een Britse soldaat van de Dorsets, die, denk ik, als een marinier diende. Deze drie ontvingen de overgave van het bataljon en brachten ze samen naar de kade en aan boord van een van de grote ijzeren stoomboten daar, want ik wilde ze in de stoomboot en verankerd in de stroom onder onze kanonnen! Er moet aan worden herinnerd dat ik slechts ongeveer vijfentwintig Britse matrozen en soldaten bij me had. Om de schijn op te houden, maakte ik een scène met de gouverneur, die zei dat hij geen voorraden beschikbaar had. Ik sprak over de 15.000 troepen die mij op de hielen zitten met een vloot van schepen."
In de volgende fase van deze eindeloze verlengde opmars beval Nixon Gorringe, generaal-majoor van de 12de Indische divisie, om op te trekken langs de Eufraat. Dit ging moeizaam, maar hij slaagde in zijn opzet. Dez slag staat bekend als de slag bij Nasiriya, die liep van 27 juni 1915 tot 24 juli 1915.

### De verovering van Koet-Al-Amara
De Britse regionale opperbevelhebber, Sir John Nixon, die aanvankelijk tevreden was met de huidige situatie, stelde al snel vast dat de Britse verliezen licht genoeg waren om de opmars verder te zetten. Om de Britse en Indische regering te overtuigen van de noodzaak, betoogde hij dat de Turkse troepen zich concentreerden rond Koet-Al-Amara. Wanneer deze stad zou worden ingenomen, zou het Britse garnizoen te Nasiriyeh, de basis het meest landinwaarts, kunnen worden weggenomen. De Indische regering ging onmiddellijk akkoord, de Britse regering ook, al was het met meer tegenzin.
Zo kreeg Sir Charles Townshend de opdracht om met zijn 6e (Poona) Indische divisie en een extra cavaleriebrigade door te gaan om Koet te veroveren. Townshend, die zich ervan bewust dat het uiteindelijke doel Bagdad was, vroeg om voorraden voor 6 maanden te verzamelen in Amara, terwijl het verboden was om met regeringsfunctionarissen te overleggen. Nixon gaf hiervoor geen toestemming en wilde slechts voorraden voor zes weken.
De slag zelf was een eitje voor de Britten. Eenmaal beide oevers van de Tigris waren veiliggesteld, kon de stad al snel veroverd worden. Er vielen 5.300 slachtoffers langs Turkse zijde. Een daaropvolgende daling van het waterniveau vertraagde de opmars van Townshend enigszins, waardoor het grootste deel van de resterende Turkse troepen kon ontsnappen en zich terugtrok naar voorbereide posities te Ctesiphon.

### Ctesiphon

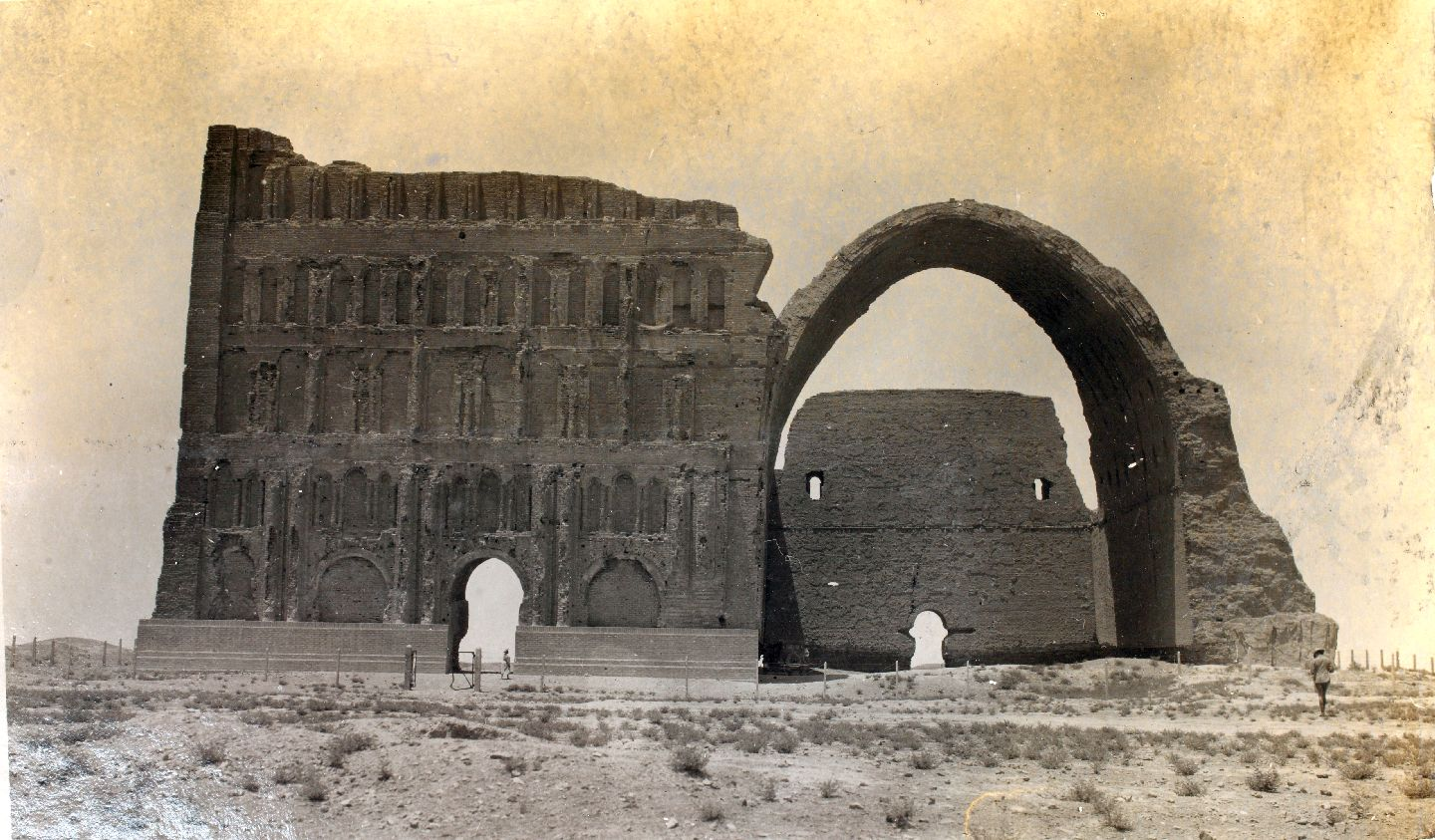
Ruïnes in Ctesiphon

De slag van Ctesiphon, die liep van 22-25 november 1915 is het eerste keerpunt in de Mesopotamische Campagne. Na de makkelijke opmars van het voorbije jaar komt er nu eindelijk een kantelpunt in Mesopotamië. De Turken boeken een spectaculaire overwinning bij Ctesiphon, waardoor de Britten moeten terugtrekken.
Hoewel Townshend tijd wilde om zijn bevoorradingslijnen veilig te stellen, kreeg hij deze niet van Nixon. Nixon wou zo snel mogelijk Bagdad veroveren om dan contact te maken met de Russische troepen die uit de Kaukasus zuidwaarts zouden trekken. Dan zouden ze een gezamenlijk offensief kunnen lanceren en het Ottomaanse Rijk makkelijk kunnen verslaan in een beslissende slag. Nixon werd hierbij gesteund door de Indische regering, die hem in de eerste plaats had aangesteld als regionale opperbevelhebber. De Britse regering was nog steeds minder enthousiast, maar zolang ze niet meer troepen uit Groot-Brittannië naar dit verre oord moesten sturen, was het ook goed voor hen.
De Turken waren ondertussen, na een verdere nederlaag in Koet, teruggetrokken om zorgvuldige verdedigingsposities op te stellen tussen de oude ruïnes van Ctesiphon. Dit vormde de voorwaartse verdediging van de Turken van Bagdad, het echte doel van Nixon.

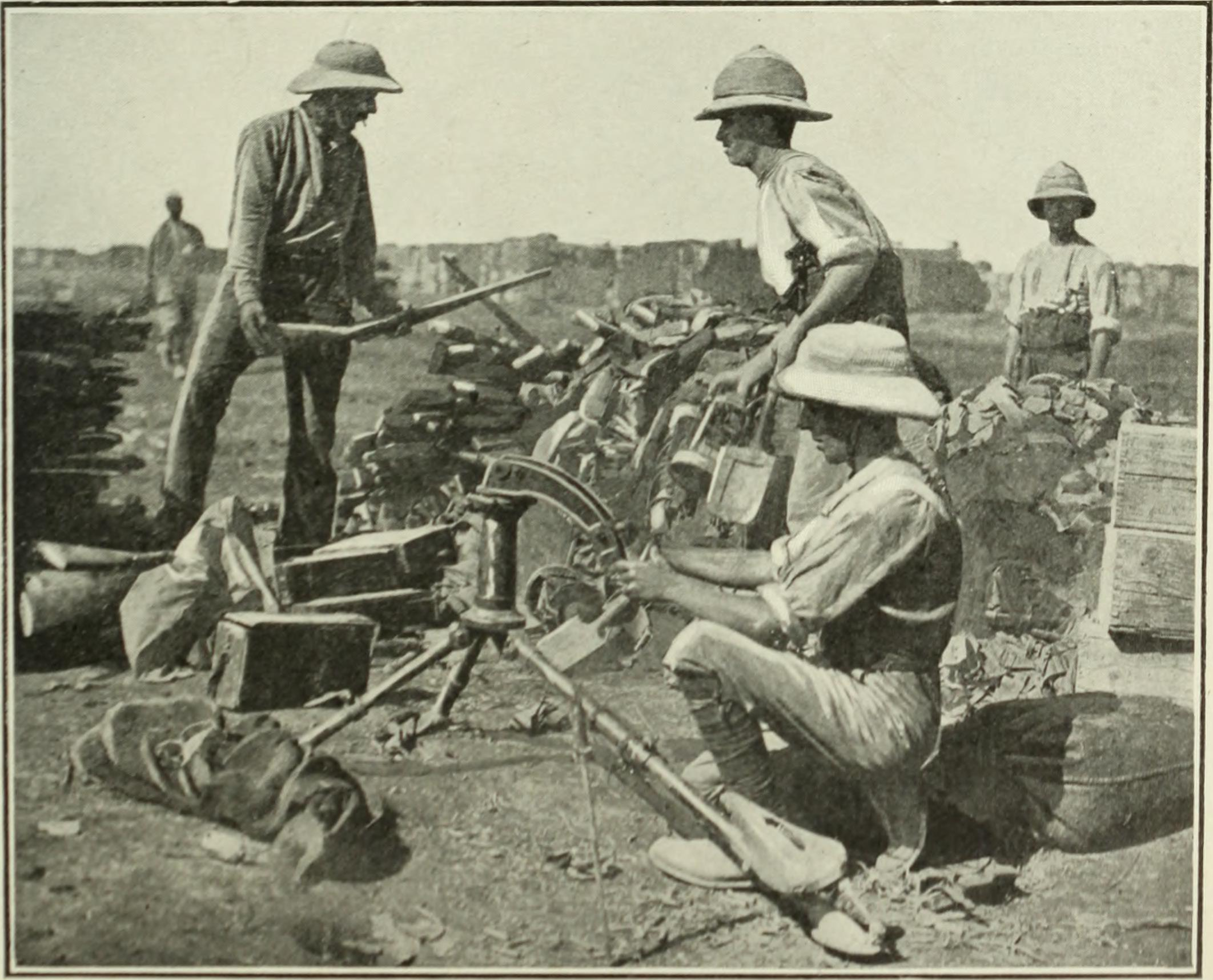
Britse soldaten te Ctesiphon

Tegen de tijd dat Nixon het bevel gaf om door te gaan naar Townshend hadden de Turken - onder Nur-Ud-Din - twee rijen diepe geulen aan weerszijden van de rivier de Tigris gebouwd, verdedigd door ongeveer 18.000 grotendeels ervaren troepen. Daar tegenover bracht Townshend ongeveer 11.000 Anglo-Indische troepen, een leger dat waarschijnlijk niet verder zou worden uitgebreid, behalve door twee Indiase divisies die vanaf het Westfront waren beloofd met het doel Bagdad te bezetten.
De realiteit was dat de Britse regering hoopte op een grote overwinning op het Mesopotamische front. Hoewel de verovering van Bagdad op zichzelf geen grote strategische waarde had, zou het ongetwijfeld van grote propagandawaarde blijken te zijn, omdat het een van de vier grote steden van de islam is: een kwestie van enig belang in het licht van voortdurende mislukking in Gallipoli.
Aldus opende de kracht van Townshend, geholpen door de Firefly (een nieuwe schip van de Firefly-klasse) plus een ondiepe kanonneerboot, op 22 november 1915 operaties tegen Nur-Ud-Din. Zich bewust van de onuitvoerbaarheid van een dubbele aanval aan beide zijden van de rivier - niet alleen vanwege het tekort aan mannen maar ook vanwege de slechte grondomstandigheden aan één kant - besloot hij zijn aanval op de oostoever te concentreren. In het bijzonder koos hij ervoor om zijn eerdere succes in Koet-al-Amara te herhalen en gaf hij bevelen voor nachtmarsen, met als doel de Turkse verdedigers te verrassen in een flankaanval. Sir John Nixon verloor helaas veel van zijn troepen in het donker, waardoor het element van verrassing verloren ging en de Britse aanval afnam terwijl ze onderhandelden over de Turkse tweedelijnsverdediging. Townshend kon, in tegenstelling tot eerdere ontmoetingen, geen beroep doen op marine-steun gezien de uitgebreide inzet van de Turkse mijnen en artillerie.
De volgende dag, 23 november, lanceerden Turkse troepen een milde tegenaanval die bedoeld was om hun frontlinie terug te heroveren; hoewel het mislukte, nam het aantal slachtoffers van Townshend in een alarmerend tempo toe. De Britten hadden ongeveer 40% van hun troepen verloren, ongeveer 4.500; en terwijl Nur-Ud-Din meer dan tweemaal dat cijfer had geleden, op 9.600, kon hij gemakkelijk een beroep doen op reserves uit het nabijgelegen Bagdad (slechts 25 km verderop), een luxe die Townshend niet werd geboden. Toch beval Nur-Ud-Din een algemene terugtrekking bij het horen van naderende Britse reservetroepen; dit duurde echter niet en de Turkse terugtrekking werd gestopt zodra deze hun fout inzag. Geïnformeerd over de verandering in Turkse tactiek door zijn enige verkenningsvliegtuig gaf Townshend zelf toestemming voor een Britse terugtrekking bij gebrek aan opties. Hij had te weinig troepen voor een aanval en kon niet in de woestijn zijn kamp op zetten.
Tijdens zijn terugtocht verloor hij zijn schepen en werd de situatie steeds dreigender. Alles wat mis kon gaan, ging mis. Geschokt door de late veerkracht van de Turkse verdedigers te Ctesiphon besloten zowel de Britse als de Indiase regering versterkingen naar Mesopotamië te sturen om Townshend te helpen, waarbij de eerstgenoemde het Mesopotamische en Palestijnse front als één zag.

### Het beleg van Koet-Al-Amara

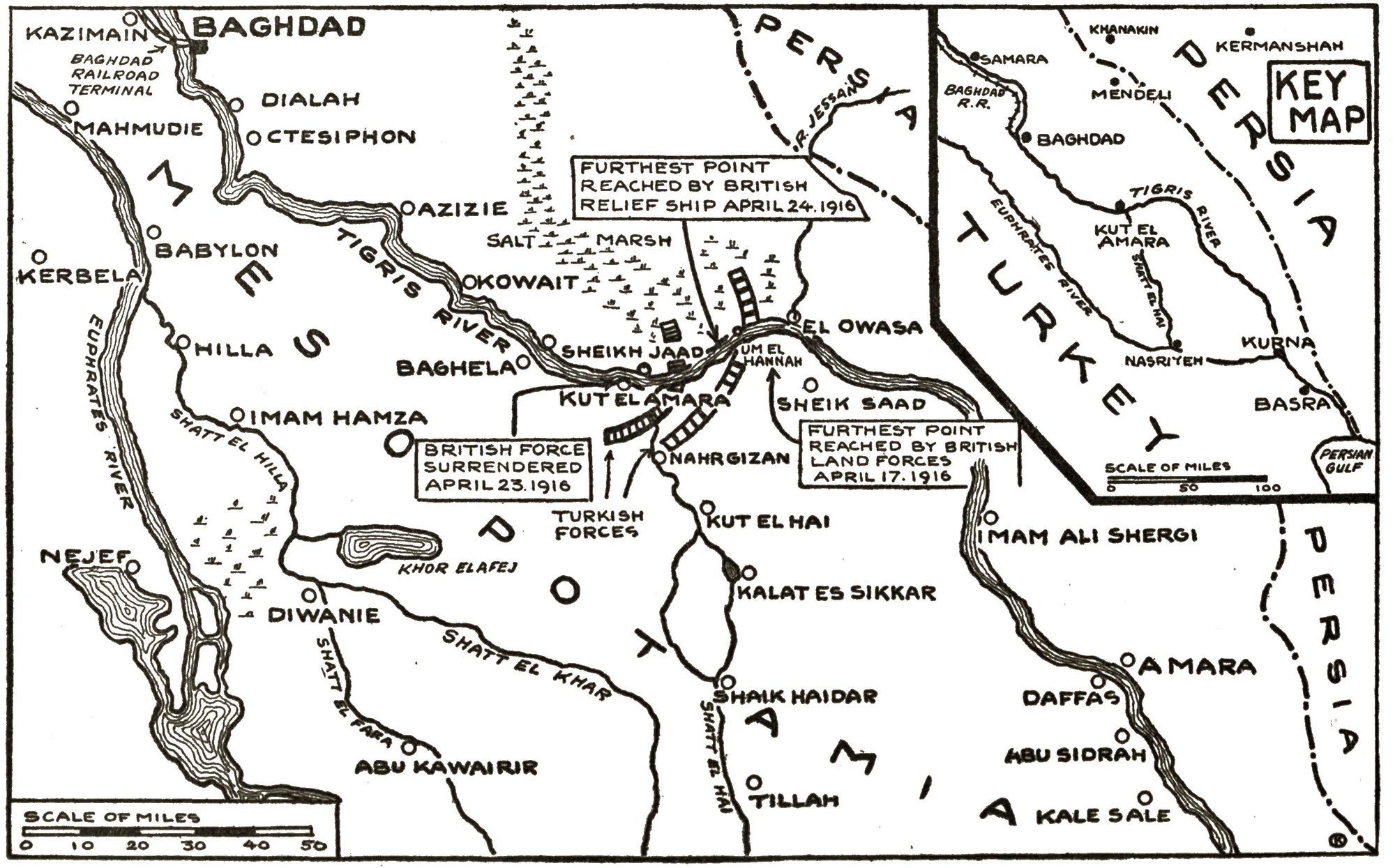
kaart van Koet-Al-Amara

Op 3 december 1915 bereikte Townshend Koet-Al-Amara. Op bevel van Nixon moest hij hier standhouden, wachtend op een ontzettingsleger uit Basra. Vanaf 7 december begon het beleg van de Britse linies, die rond de stad lagen. Zou Townshend, net als in 1895, weer slagen om het beleg vol te houden?

In december lanceerden de Turken meerdere aanvallen, die steeds werden teruggeslagen met grote verliezen voor de Turken. Daarna besloten ze de Britten uit te hongeren, aangezien een aanval onmogelijk leek. Tot nu toe presteerde Townshend goed, maar tijdens het beleg was zijn leiding en beoordelingsvermogen slecht. Dit blijkt uit volgende getuigenis van generaal-majoor Charles Meliss op het hoofdkwartier van de 30ste brigade:
"Townshend is een hopeloze, onbekwaam dromer en ezel - als een pauw en vol met militaire geschiedenisvergelijkingen, maar als een praktische soldaat zou je grootmoeder even goed zijn. Soms weet men niet of je moet lachen of huilen om zijn onvermogen! Hij komt nooit in de buurt van zijn mannen of zelden - komt nooit in de buurt van de frontlinie van loopgraven en ziet dingen voor zichzelf. Maar hij is niet de enige rotte appel - er zijn er meerdere op hoge plaatsen. Ik zeg het je eerlijk, hoewel het voor mij verwaand klinkt om het te zeggen, maar ik kan het je zeggen, ik ben de beste man in deze groep van hoge generaals en wat ik stel is meteen geaccepteerd. Het zegt echter niet veel, maar er zijn onder de senioren een vreselijke reeks incompetenten."

De voedselvoorraden werden nooit gecontroleerd en de manschappen (14.500 + 6.000 burgers) bleven op volledig rantsoen. Hij voorspelde het 60 dagen uit te houden vroeg om onmiddellijke ontzetting. Dit werd dan ook in meerdere pogingen geprobeerd.

#### Slag om Sheikh Sa'ad
Nixon verzamelde een hulpmacht onder generaal Aylmer, versterkt door de komst van drie nieuwe Indiase infanteriedivisies. Aylmer boekte echter moeilijk vooruitgang, waarbij de Britse strijdmacht - zoals altijd - te kampen had met een tekort aan beschikbaar vervoer en infrastructuur. Desondanks vertrok hij op 4 januari 1916 met 19.000 troepen, 46 kanonnen, drie marineschepen en twee vliegtuigen. De rivier volgend stuitte Alymer al op problemen bij Sheikh Sa'ad, 32 km stroomafwaarts van Koet. De Turkse commandant Nur-Ur-Din had het pad van Aylmer effectief geblokkeerd door ongeveer 22.500 troepen en 72 kanonnen aan beide oevers van de Tigris te plaatsen. Vervolgens bleek de eerste aanval van Aylmer op 6 januari - gericht tegen beide banken - een snelle mislukking, met zware Britse verliezen. Een herhaling van de aanval, eens het grootste deel van de troepen extra troepen voor Aylmer was gearriveerd, faalde eveneens met een Britse opmars langs de oostoever geflankeerd door een tegenaanval geautoriseerd door Nur-Ud-Din.
In de nacht van 8 op 9 januari herhaalde Aylmer de aanval opnieuw en ontdekte de Turkse loopgraven onbezet; de Turkse strijdkrachten hadden zich 's nachts teruggetrokken om onbekende redenen. Omdat Nur-Ud-Din zijn beslissing om zich terug te trekken niet kon rechtvaardigen, werd hij summier ontslagen en vervangen door Khalil Pasha. Uitgeput en moedeloos, hadden de Britse strijdkrachten tijdens de aanval ongeveer 4.000 slachtoffers geleden zonder noemenswaardige winst. De operatie om Townshend in Koet te ontlasten was niet noemenswaardig geavanceerd.

#### De slag om de Wadi
Terwijl Alymer begon te twijfelen aan de capaciteiten van zijn troepen bestond er voor Nixon geen twijfel. De Britten in Koet zouden ontzet worden. Samen met de 10.000 troepen onder Townshend zou het volgens hem makkelijk lukken om het beleg te stoppen. Echter, de Turken beschikten over evenveel (20.000) troepen in de regio en konden nog eens beroep doen op 30.000 troepen uit Bagdad. Ook het  stroomopwaarts gaan van de Tigris was tussen februari en maart, door hevige regenval, zeer moeilijk. Dus de Britse soldaten zouden weldra niet meer versterkt kunnen worden met extra brigades.
De volgende etappe op de weg naar Koet was Wadi. Aylmer, zich bewust van de bewegingen van Khalil (ondanks een gebrek aan nauwkeurige kaarten van het gebied), stelde voor om de Turken te omsingelen. Ze wilden Hanna Defile, onmiddellijk achter de Turkse linies, veilig stellen, waardoor de strijdkrachten van Khalil omsingeld werden. Ondertussen zou een frontale aanval worden uitgevoerd door de 28e brigade terwijl de resterende Britse troepen rond de Turkse flank bewogen.
De operatie begon op 13 januari en eindigde dezelfde dag in een Britse nederlaag. De infanterie bewoon in zo'n kleine groepjes dat ze vaak doorheen de Turkse linies bewogen, waardoor ze vanachter werden beschoten. Wadi werd wel veroverd, maar de strategische locatie van Hanne Defile bleef in Ottomaanse handen. Dit was een veel te kleine vooruitgang voor de 1.600 Britse slachtoffers.

#### De Slag bij Hanna
Op 21 januari lanceerden Alymer een verse aanval op Khalils troepen nabij Hanna. Ook dit keer lukte het niet om de Turkse troepen te breken. De artillerie, die bijna geen schade deed aan de Ottomaanse stellingen, verraadde enkel de aanval die volgde. De verliezen stapelden op en ze waren nu in een absolute minderheid (5:1). Ook Alymer realiseerde zich dat ze in diepe problemen zaten:
"Ik besloot om de opmars van Koet voort te zetten, maar het is mijn duidelijke plicht om erop te wijzen dat het een zeer precaire onderneming is, waarvoor ik natuurlijk de volledige verantwoordelijkheid aanvaard, omdat ik van mening ben dat de situatie een uiterste inspanning vereist om Townshend te ontzetten."
De nieuwe regionale opperbevelhebber, nadat ook Nixon uit dienst trad wegens ziekte, Sir Percival Lake, wilde toch, koste wat kost, de aanval voortzetten.

#### De slag om Dujaila
Hoewel hij versterkingen had ontvangen die oorspronkelijk bedoeld waren voor het Westfront, bleef Aylmer pessimistisch over zijn kansen om Sir Charles Townshend en zijn belegerde 10.000 mannen in Koet met succes te verlossen. Met de laatste tegenslag bij de Hanna Defile had hij gepleit voor het afblazen van de hulpoperatie. De inkomende regionale opperbevelhebber Sir Percival Lake was echter duidelijk in zijn vastberadenheid dat Aylmer het opnieuw moest proberen. Aylmer bedacht daarom een plan waarbij zijn troepen de Tigris zouden oversteken voor een directe aanval op Dujaila, aan de uiterste buitenrand van Es Sinn, dat ongeveer 25.000 ervaren troepen huisvestte, van wie velen hadden gevochten in Gallipoli en langs de Tigris.
Aylmer wilde desalniettemin wachten op verdere versterking van Gallipoli. Lake gaf echter opdracht om een aanval te lanceren uiterlijk op 15 maart 1916.
Alymer beval het grootste deel van zijn twee divisies - ongeveer 35.000 man en 62 kanonnen - 's nachts te marcheren en zich voor te bereiden op het bestormen van Dujaila terwijl 6.500 achterbleven voor Hanna. Ondertussen zou Townshend de Turkse strijdkrachten van achteren apart aanvallen. Oorspronkelijk gepland om op 6 maart te beginnen, werd de aanval uitgesteld tot 8 maart vanwege hevige regenval. Generaal Kemball leidde de belangrijkste opmars om 10 uur; maar tegen het middaguur werd hij ongeveer 700 meter voor Dujaila gestopt. Generaal Keary, die zich afzonderlijk aan Aylmer's tijdschema hield, volgde een tweede aanval maar miste een duidelijke kans om verzwakte delen van de Turkse linie te penetreren. Townshend besloot zelf zijn eigen geplande aanval van Koet te annuleren nadat hij de mislukking van de operatie van de ochtend had vastgesteld.
Daarna nam de aanval af met als gevolg dat Britse troepen kort daarna naar hun startposities terugkeerden na nog eens 3.500 slachtoffers te hebben geleden (afgezet tegen 1.200 Turkse verliezen). In de nasleep van dit laatste treurige falen van de aflossende kracht werd Aylmer op 12 maart teruggeroepen en vervangen door de impopulaire George Gorringe.

#### De eerste slag bij Koet
Één laatste poging werd ondernomen om het leger van Townshend te ontzetten. De troepen van Gorringe, gecombineerd met de net gearriveerde 13de divisie van Sir Frederick Maude, hadden een gelijke sterkte in vergelijking met de 30.000 troepen van Khalil Pasha.  Op 5 april begon de aanval, nogmaals op Hanna Defile. Tot iedereens verbazing bleek de eerste linie loopgraven verlaten. Maude's troepen reorganiseerden en vielen die avond de volgende linie aan.
Met zware verliezen boekten ze enige vooruitgang, maar Koet werd nooit ontzet. Dit was de laatste poging om Koet te ontzetten en op 29 april 1916 gaf Townshend zich onvoorwaardelijk over. Hij probeerde zijn 10.000 manschappen nog vrij te kopen met 1 miljoen pond, maar ook deze poging mocht niet baten. Dit is ongetwijfeld een van de grootste vernederingen voor het Britse Rijk.

Na deze vernedering werd het bevel overgedragen aan Maude. Hiermee verplaatste het commando van de Indische naar de Britse regering, die nooit meer dezelfde fouten zou maken.

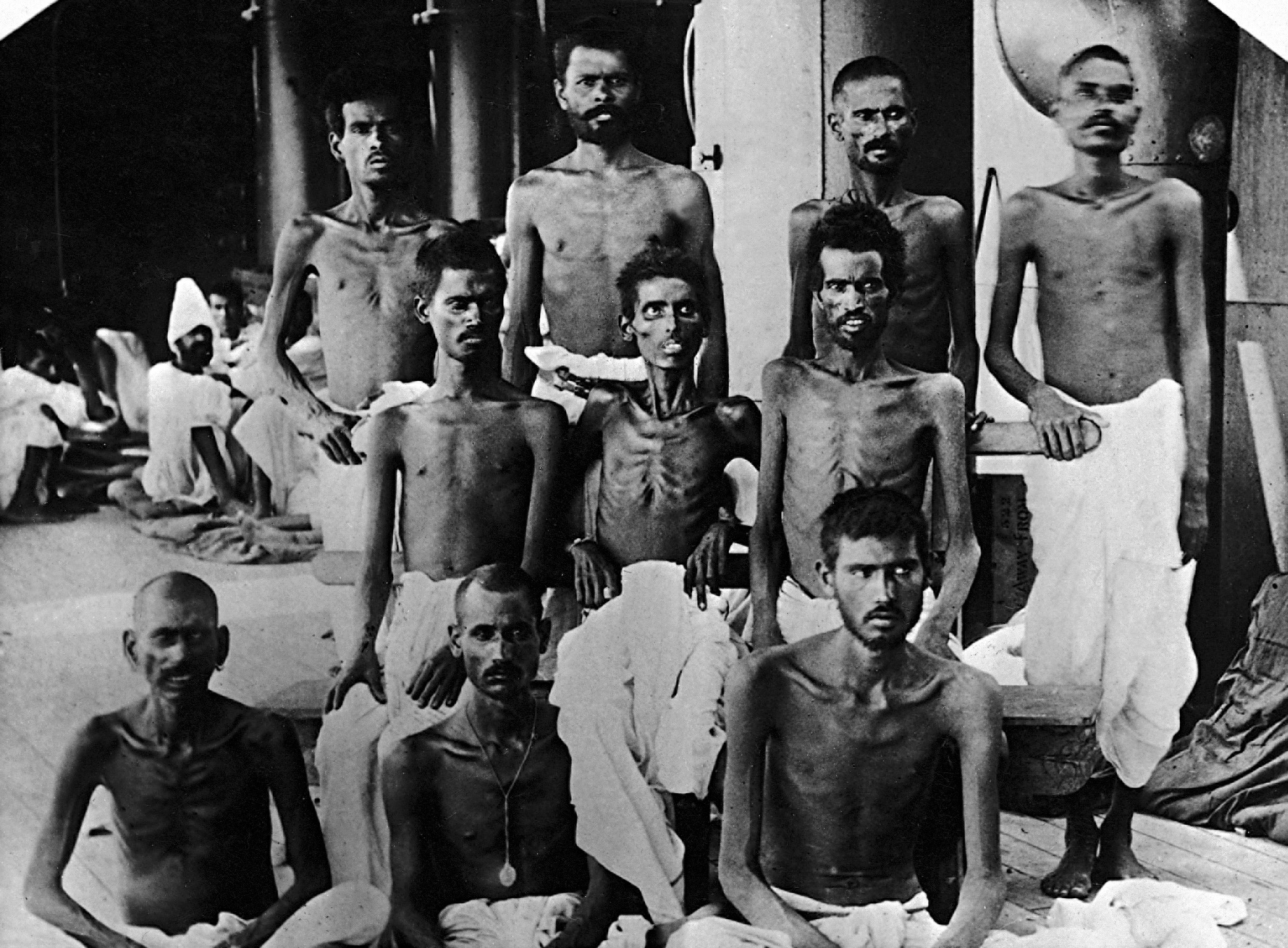
Indische soldaten na het beleg van Koet-Al-Amara
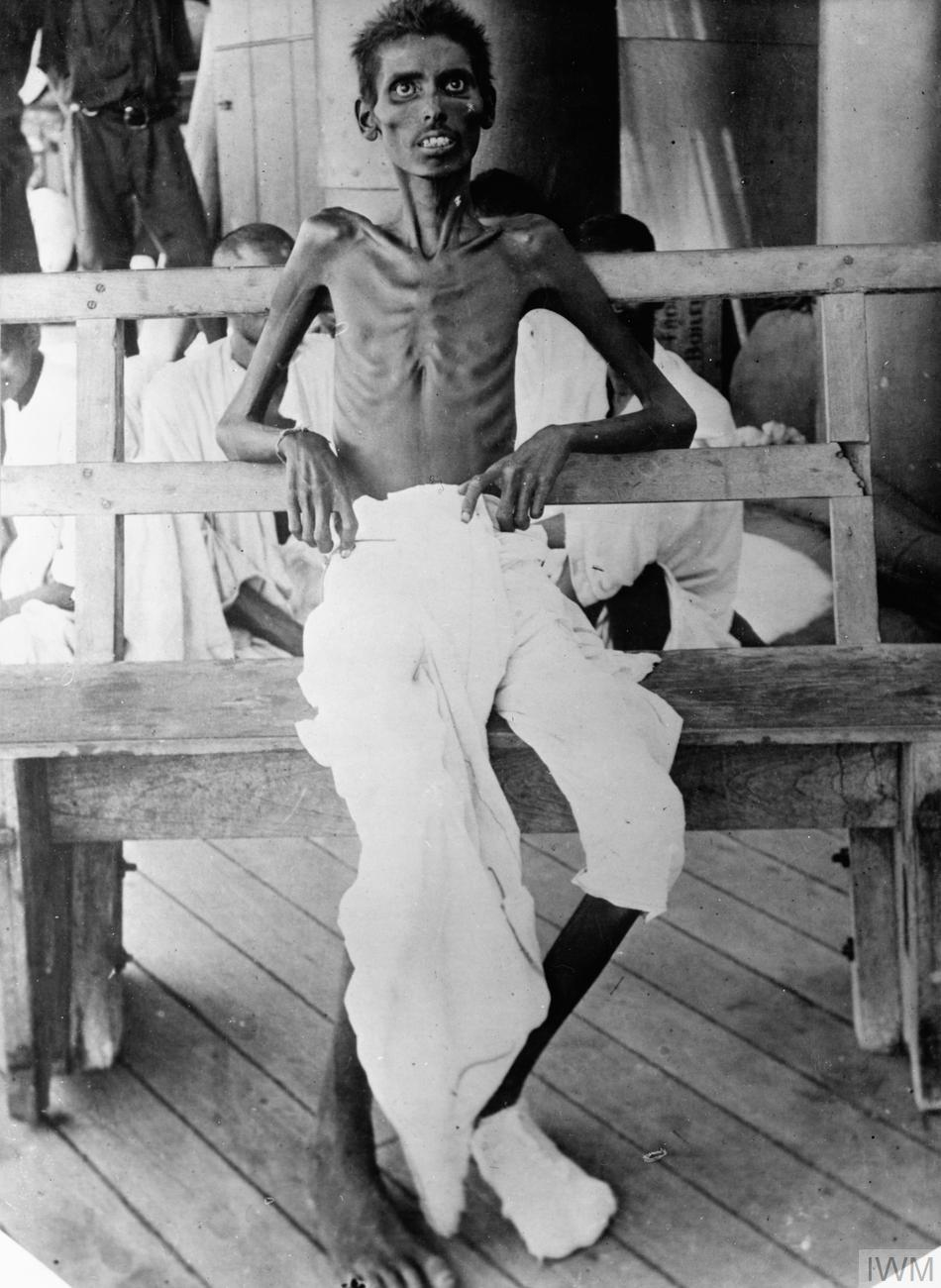
Indische soldaat na het beleg van Koet-Al-Amara
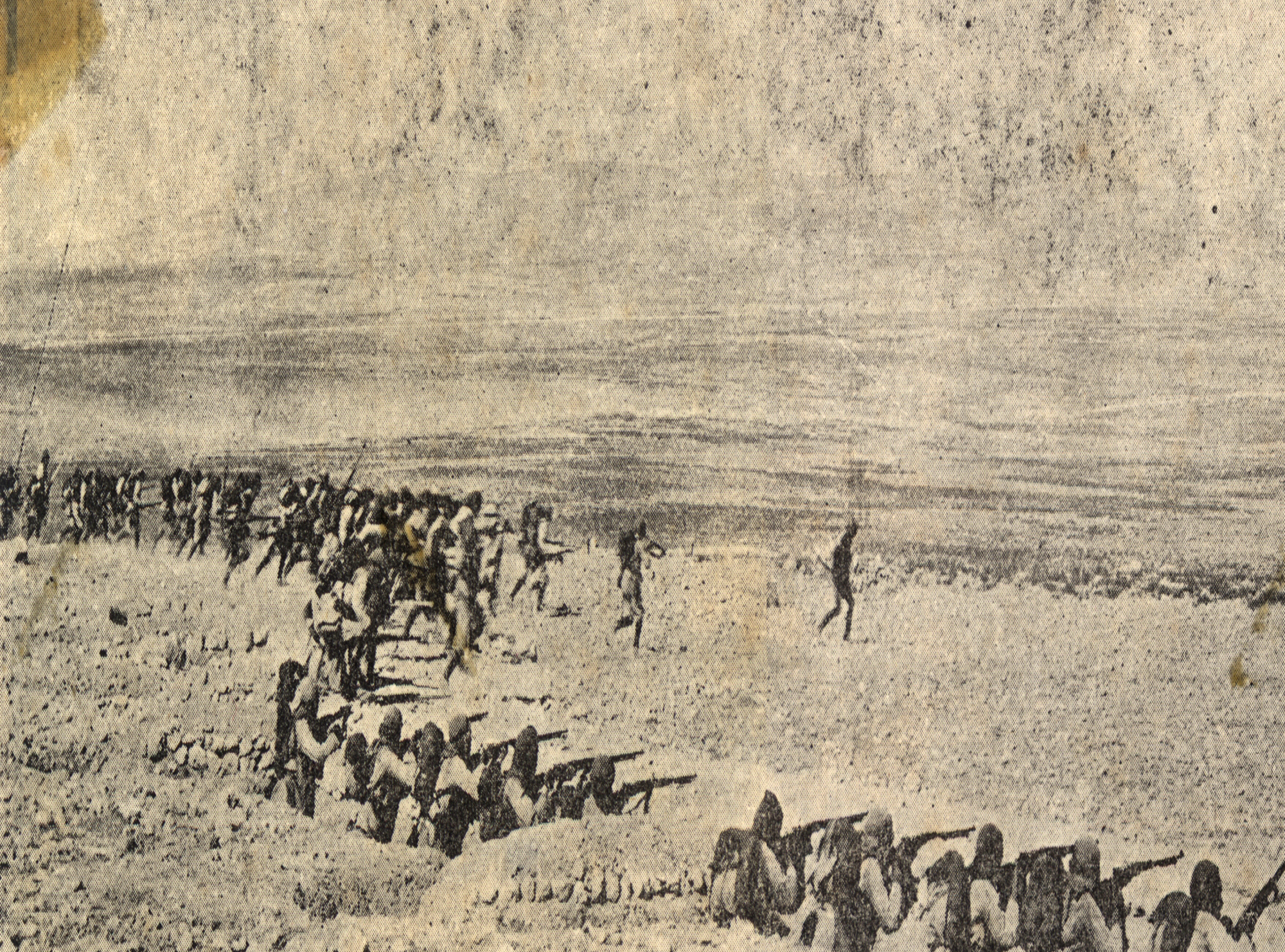
Het beleg van Koet
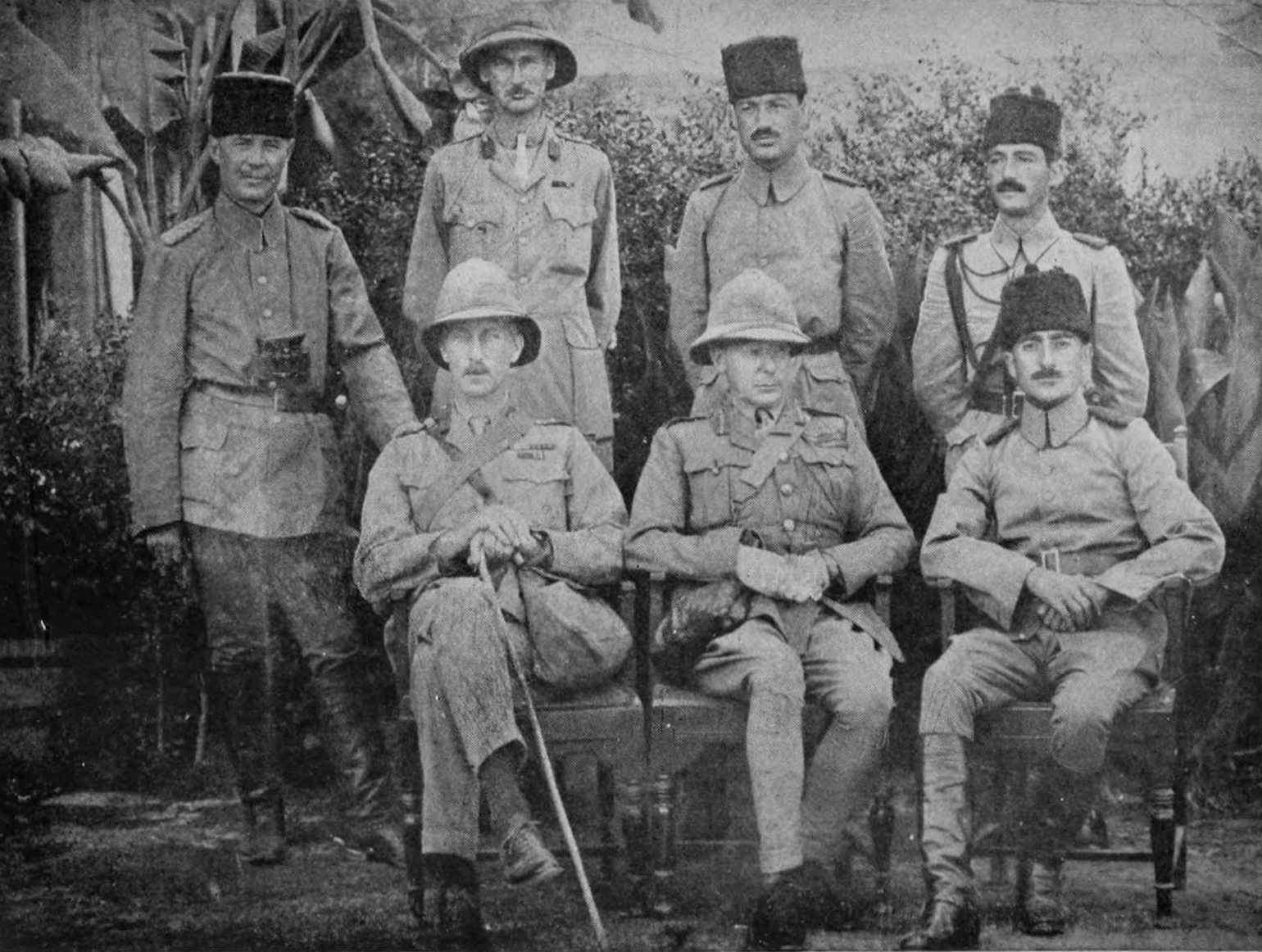
Townshend (midden) en Khalil Pasha (rechts) na de val van Koet
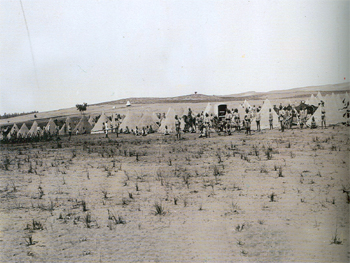
Hoofdkwartier 6de leger
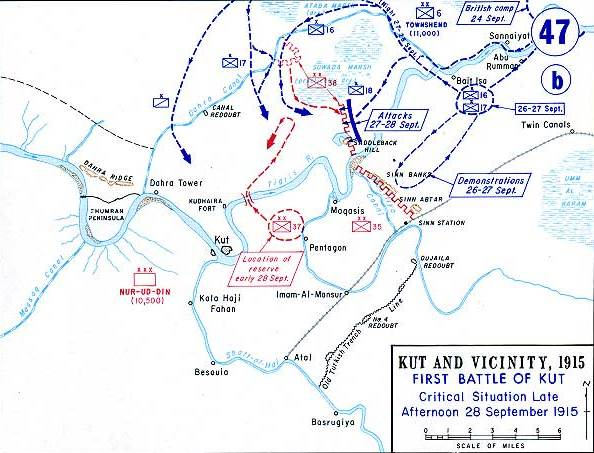
De eerste slag bij Koet

### De weg naar Bagdad

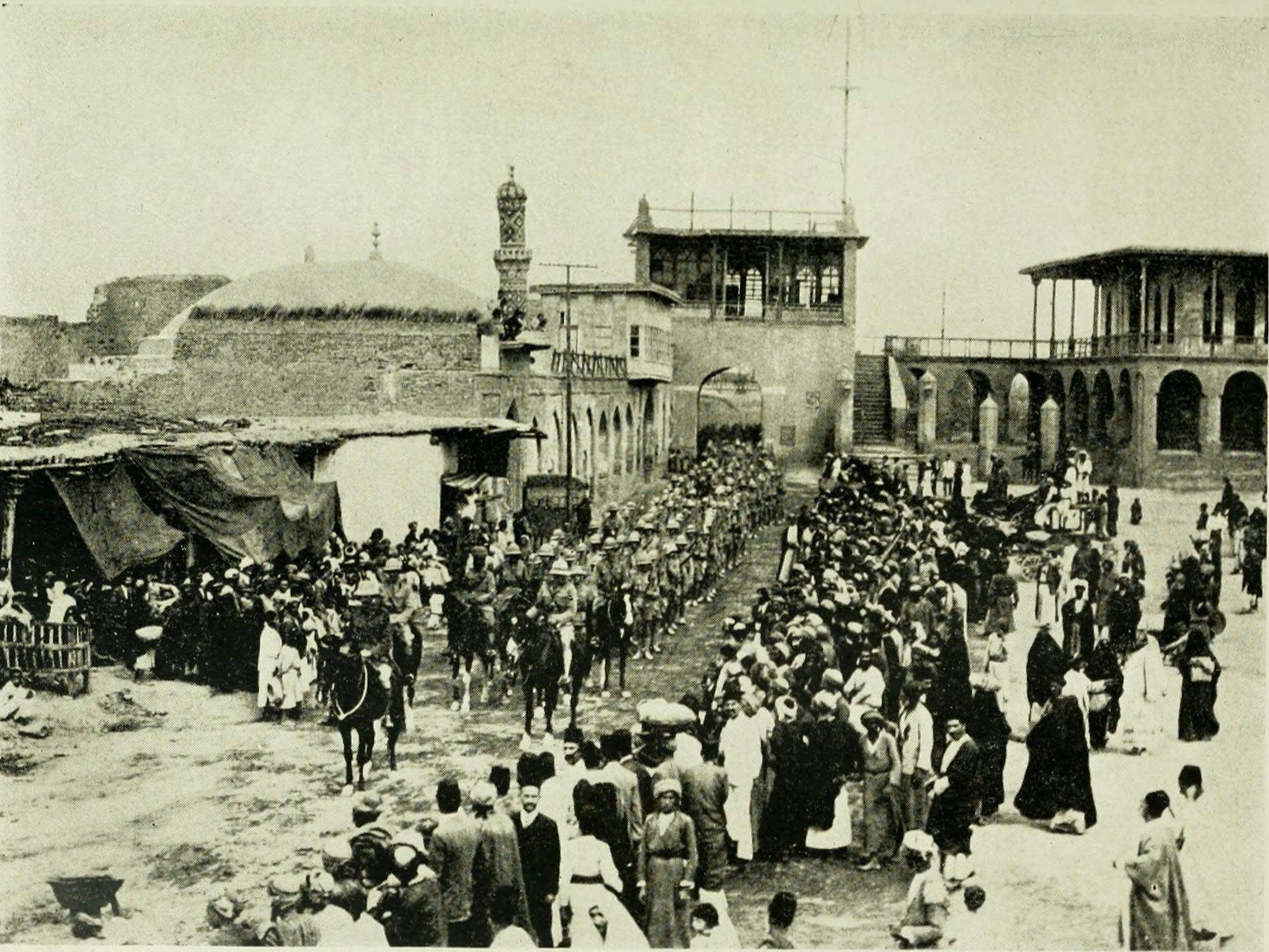
Maude leidt zijn Indische troepen Bagdad binnen

Na de vernederende nederlaag te Koet, besloten de Britten om verdedigende stellingen in te nemen en de bevoorradingslijnen te verbeteren. Bijna een volledig jaar verstreek voordat op 7 december 1916 Maude een nieuwe aanval inzette. Deze keer lukte het om door te zetten en in februari 1917 werd Koet-Al-Amara heroverd. Deze keer konden de Britten door zetten tot Bagdad, dat op 11 maart 1917 in Britse handen viel. De oorlog in Mesopotamië was gestreden.

## Wapenstilstand
Nadat ook de Palestijnse campagne en de campagne in de Kaukasus een succes werden, tekende het Ottomaanse rijk op 30 oktober 1918 de wapenstilstand van Mudros, wat een einde betekende aan de oorlog in het Midden-Oosten. Op dat moment waren er zo'n 217.000 Britse en Indische soldaten gestationeerd in Mesopotamië. Daarnaast waren er ook nog 71.000 arbeiders in een apart korps en 42.000 die dienden voor het binnenlandse watertransport.

## Resultaat
In totaal zijn er Britse/Indische 675.000 troepen ingezet in Mesopotamië, waarvan 92.500 slachtoffers werden van de gruwelijke oorlog. Dit allemaal voor operaties waarvan het doel reeds in november 1914 gehaald was. Al de rest was voor de glorie en door het imperialisme van het Britse rijk. In de eerste twee jaar was er een groot gebrek aan voorraden, met het beleg van Koet tot gevolg, pas later zou er voldoende tijd en aandacht gestoken worden in de nodige infrastructuur. Het was ook de begraafplaats van de reputaties van vele generaals, hoewel hun prestaties, in vergelijking met het westfront, bovengemiddeld waren.
Uiteindelijk heeft het Britse Rijk de eindoverwinning behaald, maar aan een grote kost van levens. De olie was veilig en er was nog een deel van de wereld onder Britse controle.